# カトウハルアキ
カトウ ハルアキ（1981年12月19日 - ）は、日本の漫画家、イラストレーター。愛知県出身、大分県育ち。男性。2012年よりペンネームを真田ジューイチ（さなだ -）と改名しているが、それ以降も「ヒャッコ」関連のみカトウハルアキ名義で作品を発表しているため、現在は2つのペンネームを同時に使用している。この他、過去にはコーヒーや珈琲（こーひー）といったペンネームも使用していた。
代表作にテレビアニメ化・OVA化された「ヒャッコ」や、「夕日ロマンス」など。

## 来歴
幼少の頃から絵を描き始め、友人にパソコンの使い方を教わったことにより手描きからCGでの描画へと移行する。ペンネームをコーヒーとしてアニメ雑誌『ファンロード』（大都社）へハガキを投稿しつつ、珈琲名義ではイラストの仕事をいくつかする最中、2004年に開催された第11回電撃3大賞の電撃イラスト大賞部門にて珈琲名義で銀賞を受賞。この受賞がきっかけとなって2005年5月に真嶋磨言作のライトノベル『憂鬱アンドロイド』〈電撃文庫〉の挿絵を担当し、自身初の書籍化作品となった。また『憂鬱アンドロイド』出版前の2005年2月には、同じく珈琲名義で第1回COMIC SEED!大賞のコミック・カテゴリーに投稿した漫画作品「カシマシスタス」が最終選考まで残り、読者が投票で選考する読者賞の選定ため無料ウェブコミック誌『COMIC SEED!』（ぺんぎん書房）2005年3月号へと掲載され漫画家デビュー。「カシマシスタス」は読者賞受賞とはならなかったが、結果的には編集部が優秀賞に選定した。
カトウは上記の漫画賞に応募した事がきっかけとなって漫画を描く魅力に気付き、更に「イラストレーターでは描く枚数が限られ生活ができないのでは」との考えから漫画家を目指すこととし、ハガキを投稿していた『ファンロード』編集部にカトウ側から漫画を描きたい旨を伝えたという。この行為が実を結び、『ファンロード』2005年7月号に実質的な漫画家デビュー作となる読み切り「夕日ロマンス」がコーヒー名義で掲載される。また『COMIC SEED!』2005年9月号から自身初連載漫画作品となる「アルファ+A」を珈琲名義で開始するが、掲載誌が休刊し第3話までで連載が停止してしまう。一方で読み切りの予定であった「夕日ロマンス」は人気が出たため、シリーズ化され後に正式に毎月掲載の連載作品となった。
「夕日ロマンス」が毎月連載となった頃、『月刊少年ブラッド』（モビーダ・エンターテインメント）2006年5月号に代理原稿として読み切り「ホワイトタイガー」が掲載（珈琲名義）。この読み切りを下地として、『月刊少年ブラッド』の公式サイトである『Web★ブラッド』にて2006年7月12日より「ヒャッコ」の連載を開始する。『月刊少年ブラッド』は同年11月号にて刊行を終了するが、「ヒャッコ」は第3話までウェブサイトに掲載されたのち、他の掲載作品と共に後継誌である無料ウェブコミック誌『FlexComixブラッド』（フレックスコミックス）へと移籍し2007年2月21日より連載を再開した。なお移籍直前の2006年12月にペンネームを珈琲からカトウハルアキへと変更している（同時に「夕日ロマンス」でのペンネームもコーヒーからカトウハルアキへと変更）。このカトウハルアキという名前は本名ではなく、キャラ表にあった夏冬春秋という四季に関連したキャラ名をカタカナ表記にしたものであるという。
2008年10月には「ヒャッコ」がテレビアニメ化。続いて、ゲーム化・OVA化もされる。これと前後して上記した以外の様々な出版社にてイラストの仕事を行なうようになったが、2009年中頃から「ヒャッコ」の掲載間隔が開き始め実質不定期掲載となり、2012年3月19日に掲載元であるフレックスコミックス側から連載の一時的な中止が発表された。しかしその4日後、ペンネームを真田ジューイチとしてゲーム関連会社ジー・モードが開設を発表した無料ウェブコミック誌『COMIC メテオ』にて新連載の開始を発表。予定通り同年5月2日より「危ノーマル系女子」を開始した。その後「ヒャッコ」は2012年12月19日に『COMIC メテオ』にて約1年ぶりとなる新作話が配信されており、2013年1月12日には単行本第7巻と公式アンソロジーコミックが発売（どちらもカトウハルアキ名義）。なお同日には真田ジューイチ名義での「危ノーマル系女子」第1巻も発売されている。
この他、2009年に第6回フレコミ漫画大賞、2010年に第12回フレコミ漫画大賞、2012年に第1回G-mode新人コミック大賞の特別審査員を担当していた。
2025年3月時点で最新の作品は、2015年8月19日に公開された「危ノーマル系女子」の第15話である。

## 人物・作風
2008年時点での描画方法は下書きをシャープペンシルで行ない、それ以降の工程はパソコン上で行なっていた。その約4年後の2012年時点では、全ての工程をパソコン上で行なっている。しかしアンケートに真面目に答えない傾向が若干あり、マシンは初号機、念写で作画、血液型はS型（スペシャル）などと答えている。
執筆作品の傾向としては「ヒャッコ」に代表されるコメディ要素の強い作品が多いが、「アルファ+A」の様なロボット漫画や、「危ノーマル系女子」の様なブラック要素が入る作品など、様々なジャンルの漫画を執筆している。また漫画などは非常に読み込むタイプであり、様々な作品から影響を受けているという。

## 作品一覧
特記の無い限り真田ジューイチ名義。

### 連載
- アルファ+A（『COMIC SEED!』2005年9月号 - 11月号） - 珈琲名義、未単行本化、初連載作。
- 夕日ロマンス（『ファンロード』2005年12月号 - 2007年1月号） - コーヒー→カトウハルアキ名義。
- ヒャッコ（『Web★ブラッド』2006年7月12日 - 10月26日→『FlexComixブラッド』2007年2月21日 - 2011年12月28日→『COMIC メテオ』2012年12月19日 - 次回掲載日不明[注 3]） - 珈琲→カトウハルアキ名義。
- 真田くんと幸村さん（『ファンロード』2008年1月号 - 4月号） - カトウハルアキ名義、未単行本化。
- 危ノーマル系女子（『COMIC メテオ』2012年5月2日 - ） - 最新話は2015年8月19日公開の第15話[17]。

### 読み切り
- カシマシスタス（『COMIC SEED!』2005年3月号） - 珈琲名義、単行本未収録、デビュー作。
- 夕日ロマンス（『ファンロード』2005年7月号） - コーヒー名義、単行本『夕日ロマンス』に第1話として収録。
- 夕日ロマンス 〜 アホな姉弟がボケるまでの過程と考察[注 4]（『コミック・イラストロジー2006』（2006年1月発売）） - コーヒー名義、単行本未収録。
- ホワイトタイガー（『月刊少年ブラッド』2006年6月号） - 珈琲名義、『ヒャッコ画集 〜カトウハルアキWORKS〜』に収録。
- ピースメイカー インクピンク（『月刊少年ブラッド』2006年7月号） - 珈琲名義、単行本未収録。
- 夕日ロマンス（『ブラコンアンソロジー Liqueur -リキュール-』（2011年4月発売）） - カトウハルアキ名義、単行本未収録。
- 叶えて!キャロル（『月刊コミックアライブ』2011年8月号） - 単行本未収録。

この他テレビアニメ「ヒャッコ」のDVD全巻には、計100コマの連続漫画が収録されている。

### 書籍
詳細は該当項目を参照。

#### 漫画単行本
- 『ヒャッコ』、発行：フレックスコミックス 発売：ソフトバンククリエイティブ 〈Flex Comix〉 2007年 - 2011年、全6巻 - カトウハルアキ名義、第1巻が初単行本。
  - （再版[注 5]） 発行：フレックスコミックス 発売：ほるぷ出版 〈Flex Comix〉 2012年 - 2013年、既刊7巻
- 『夕日ロマンス』、発行：フレックスコミックス 発売：ソフトバンククリエイティブ 〈Flex Comix〉 2007年、全1巻 - カトウハルアキ名義。
  - （再版[注 5]） 発行：フレックスコミックス 発売：ほるぷ出版 〈Flex Comix〉 2012年、全1巻
- 『危ノーマル系女子』、発行：フレックスコミックス 発売：ほるぷ出版 〈メテオCOMICS〉 2013年 - 2015年、既刊3巻

#### 小説挿絵
- こちふかば 「お日様は今夜も空を飛ぶ」（『ザ・スニーカー』2004年10月号、短編） - 珈琲名義、未書籍化。
- 真嶋磨言 『憂鬱アンドロイド』、メディアワークス 〈電撃文庫〉 2005年、全1巻 - 珈琲名義。
- 白鳥士郎 『らじかるエレメンツ』、ソフトバンククリエイティブ 〈GA文庫〉 2008年 - 2009年、全3巻 - カトウハルアキ名義。
  1. 2008年4月15日発売、ISBN 978-4-7973-4750-0
  2. 2008年8月15日発売、ISBN 978-4-7973-4919-1
  3. 2009年1月15日発売、ISBN 978-4-7973-5270-2

#### 画集
- 『ヒャッコ画集 〜カトウハルアキWORKS〜』、発行：フレックスコミックス 発売：ソフトバンククリエイティブ 2008年 - カトウハルアキ名義。

#### 関連書籍
- 『ヒャッコアンソロジー』、発行：フレックスコミックス 発売：ほるぷ出版 〈Flex Comix〉 2013年、全1巻 - カトウハルアキ名義。

### イラスト等
- イラスト多数（『ファンロード』各号） - コーヒー名義。
- 企画イラスト（『コミック・イラストロジー2005』（2004年12月発売）） - 同上。
- カラー・パネル（『コミック・イラストロジー2006』（2006年1月発売）） - 同上。
- イラストコラム「虎娘 -TORA GIRL-」（『とらだよ。』Vol.87 - Vol.105） - カトウハルアキ名義。
- イラスト「自由」（『ガンガンONLINE』2008年10月23日、2009年10月8日） - 同上。
- カラーピンナップ（『ウルトラジャンプ』2009年9月号） - 同上。
  - 『ULTRA GRAPHICS 1999-2009 ウルトラジャンプ10周年記念画集』、集英社 〈愛蔵版コミックス〉 2009年10月20日発売、ISBN 978-4-08-782250-2
- 表紙イラスト（『つぼみ』vol.6（2010年5月発売）） - 同上。
- 表紙イラスト、ピンナップ（『投稿道F』vol.1（2010年6月発売）） - 同上。
- イラスト「シリウス学園」（『月刊少年シリウス』2010年8月号別冊付録） - 同上。
- イラスト「アマガミ various characters」（『ヤングアニマルあいらんど』13号付録（2010年10月発売）） - 同上。
- 『COMIC メテオ』オープン時メインビジュアル
- テレビアニメ「ディーふらぐ!」第5話エンドカード

など。